# آقای وین
«آقای وین» (به انگلیسی: Mr. Vain) ترانه‌ای از گروه یورودنس آلمانی کالچربیت است. این ترانه در سال ۱۹۹۳ به‌عنوان تک‌آهنگ اصلی دومین آلبوم استودیویی آن‌ها به نام متانت منتشر شد.
«آقای وین» در زمان انتشارش با استقبال گسترده‌ای مواجه شد و شمارهٔ ۱ جدول‌های فروش موسیقی استرالیا، اتریش، دانمارک، آلمان، ایرلند، ایتالیا، هلند، نروژ، سوئیس، بریتانیا و زیمبابوه شد.
این ترانه در ایالات متحده هم تا ردهٔ هفدهم جدول ۱۰۰ آهنگ داغ بیلبورد صعود کرد و شمارهٔ ۲ ترانه‌های دنس کلاب شد.
این قطعه موفق‌ترین ترانهٔ آلبوم متانت و گروه کالچر بیت بود و آن‌ها علی‌رغم ارائهٔ آثار دیگر، هیچگاه نتوانستند موفقیت «آقای وین» را تکرار کنند.
در سال ۲۰۱۱ ام‌تی‌وی دنس در گزینش «بهترین ترانه‌های رقص دههٔ ۹۰ میلادی» جایگاه شصت و پنجم را به «آقای وین» اختصاص داد و گاردین در سال ۲۰۱۲ این ترانه را در فهرستی با عنوان «صدای آلمان: تاریخ موسیقی پاپ آلمان در ۱۰ آهنگ» جای‌داد.

## موقعیت در چارت‌های موسیقی
| چارت (۱۹۹۳–۱۹۹۴)                                      | بالاترین جایگاه |
| ----------------------------------------------------- | --------------- |
| استرالیا (ای‌آرآی‌ای)                                   | ۱               |
| اتریش (او۳ تاپ ۴۰ اتریش)                              | ۱               |
| بلژیک (اولتراتاپ ۵۰ فلاندرز)                          | ۱               |
| تک‌آهنگ‌های برتر کانادا (آرپی‌ام)                        | ۴۰              |
| دنس/اربان کانادا (آرپی‌ام)                             | ۱               |
| دانمارک (آی‌اف‌پی‌آی)                                    | ۱               |
| اروپا (یوروچارت هات ۱۰۰)                              | ۱               |
| اروپا (چارت رادیو رقص اروپایی)                        | ۱               |
| فنلاند (جدول‌های رسمی فنلاند)                          | ۱               |
| فرانسه (اس‌ان‌ئی‌پی)                                     | ۳               |
| آلمان (جدول‌های رسمی آلمان)                            | ۱               |
| ایسلند (ایسلنسکی لیستین)                              | ۳               |
| ایرلند (ایرما)                                        | ۱               |
| ایتالیا (موزیکا ا دیسکی)                              | ۱               |
| ژاپن (اوریکون)                                        | ۱۰              |
| ژاپن (اوریکون)1                                       | ۶               |
| هلند (۴۰ آهنگ برتر)                                   | ۱               |
| هلند (۱۰۰ تک‌آهنگ برتر)                                | ۱               |
| نیوزیلند (ریکوردد میوزیک ان‌زد)                        | ۱۰              |
| نروژ (وی‌جی-لیستا)                                     | ۱               |
| اسپانیا (AFYVE)                                       | ۳               |
| سوئد (فهرست برترین‌های سوئد)                           | ۲               |
| سوئیس (شوایزر هیت‌پاراد)                               | ۱               |
| سوئیس (جدول موسیقی سوئیس)2                            | ۱۰              |
| تک‌آهنگ‌های بریتانیا (اوسی‌سی)                           | ۱               |
| جدول‌های تک‌آهنگ‌ها و آلبوم‌های رقص بریتانیا (میوزیک ویک) | ۱               |
| کلاب چارت رکورد میرور (میوزیک ویک)                    | ۲۶              |
| ایالات متحده بیلبورد هات ۱۰۰                          | ۱۷              |
| ایالات متحده ترانه‌های دنس کلاب (بیلبورد)              | ۲               |
| ایالات متحده فروش تک‌آهنگ‌های رقص (بیلبورد)             | ۵               |
| ایالات متحده مین‌استریم تاپ ۴۰ (بیلبورد)               | ۱۱              |
| ایالات متحده چارت ریتمیک (بیلبورد)                    | ۲۰              |
| ایالات متحده تاپ ۱۰۰ کش‌باکس                           | ۱۵              |
| زیمبابوه (زیما)                                       | ۱               |

| چارت (۲۰۰۳)                  | بالاترین جایگاه |
| ---------------------------- | --------------- |
| اتریش (او۳ تاپ ۴۰ اتریش)     | ۸               |
| دانمارک (ترک‌لیسن)            | ۴۶              |
| فنلاند (جدول‌های رسمی فنلاند) | ۲۰              |
| آلمان (Media Control Charts) | ۷               |
| مجارستان (۴۰ آهنگ رقص برتر)  | ۷               |
| هلند (۱۰۰ تک‌آهنگ برتر)       | ۶۶              |
| رومانی (تاپ ۱۰۰ رومانی)      | ۴۰              |
| سوئد (فهرست برترین‌های سوئد)  | ۳۰              |
| سوئیس (شوایزر هیت‌پاراد)      | ۴۶              |
| تک‌آهنگ‌های بریتانیا (اوسی‌سی)  | ۵۱              |

| چارت (۱۹۹۳)                       | جایگاه |
| --------------------------------- | ------ |
| استرالیا (اِی‌آرآی‌اِی)               | ۱۶     |
| اتریش (او۳ تاپ ۴۰ اتریش)          | ۱۰     |
| بلژیک (اولتراتاپ ۵۰ فلاندرز)      | ۵      |
| دنس/اوربن کانادا (آرپی‌اِم)         | ۱      |
| اروپا (یوروچارت هات ۱۰۰)          | ۶      |
| آلمان (جدول‌های رسمی آلمان)        | ۴      |
| ایسلند (ایسلنسکی لیستین)          | ۵۶     |
| هلند (تاپ ۴۰ هلند)                | ۶      |
| هلند (۱۰۰ تک‌آهنگ برتر)            | ۱۳     |
| سوئیس (شوایزر هیت‌پاراد)           | ۱۱     |
| تک‌آهنگ‌های بریتانیا (آفیشال چارتس) | ۱۰     |

| چارت (۱۹۹۴)                  | جایگاه |
| ---------------------------- | ------ |
| بیلبورد هات ۱۰۰ ایالات متحده | ۷۶     |

## گواهی‌های فروش
| منطقه | گواهی       | واحد گواهی‌شده/فروش |
| --- | ----------- | ------------------ |
| استرالیا (آی‌اف‌پی‌آی استرالیا)                                                                                   | Platinum    | ۷۰٬۰۰۰^            |
| اتریش (فونوگرافی اتریش)                                                                                        | Gold        | ۲۵٬۰۰۰*            |
| فرانسه (اس‌ان‌ئی‌پی)                                                                                              | Silver      | ۱۲۵٬۰۰۰*           |
| آلمان (بی‌وی‌ام‌آی)                                                                                               | ۲× Platinum | ۱٬۰۰۰٬۰۰۰          |
| هلند (ان‌وی‌پی‌آی)                                                                                                | Gold        | ۵۰٬۰۰۰^            |
| نروژ (آی‌اف‌پی‌آی نروژ)                                                                                           | Platinum    |                    |
| سوئد (گی‌ال‌اف)                                                                                                  | Gold        | ۲۵٬۰۰۰^            |
| سوئیس (آی‌اف‌پی‌آی سوئیس)                                                                                         | Gold        | ۲۵٬۰۰۰^            |
| بریتانیا (بی‌پی‌آی)                                                                                              | Gold        | ۴۰۰٬۰۰۰^           |
| ایالات متحده (آرآی‌ای‌ای)                                                                                        | Gold        | ۵۰۰٬۰۰۰^           |
| * رقم فروش تنها بر پایهٔ گواهی‌ها. · ^ رقم توزیع تنها بر پایهٔ گواهی‌ها. · رقم فروش+پخش جاری تنها بر پایهٔ گواهی‌ها. |             |                    |